# !به پیش، روسیه!
!به پیش، روسیه! (انگلیسی: ¡Forward, Russia!) نام یک گروه موسیقی بریتانیایی - انگلیسی است.